# Infracom Group
Infracom Group AB är ett svenskt IT-företag, som tillhandahåller tjänster som webbaserad IT-drift, datacenter och Internetaccess. Det hade 2022 en omsättning på 350 miljoner kronor. Det grundades 1999 och är sedan 2018 noterat på Spotlight Stock Market i Stockholm.